# Список військових сил громадянської війни в Сирії
На ранніх стадіях громадянської війни в Сирії кілька груп та організацій почали брати участь у конфлікті в країні як у політичному, так і військовому планах.
Першими країнами, які збройно підтримали опозицію в Сирії, стали Катар, Саудівська Аравія та Туреччина. Починаючи з липня 2013 року, військове втручання у конфлікт обіцяють здійснити Сполучені Штати Америки. Європейський Союз, Швейцарія та арабські країни Перської затоки підтримують повстанців, однак не здійснюють їм постачань зброї.
З іншого боку конфлікту тисячі представників від Ірану, Іраку і Хізбалли беруть участь у війні на боці уряду Башара Асада. Останнім часом, станом на літо 2013 року, війна в все більше розглядається як міжконфесійний конфлікт між шиїтами (уряд Сирії та його прихильники) та сунітами (повстанці, зокрема моджахеди). З початку 2012 року Іран та Росія надають військову підтримку уряду Сирії. Політичну підтримку уряду Башара Асада надають Китай, Венесуела та Північна Корея.

## Загальний список

### Сторони громадянської війни в Сирії
У списку наведені всі сторони всіх військових конфліктів, які є складовими громадянської війни в Сирії: від початку (2011 рік) до теперішнього часу (станом на лютий 2020 року).
| Уряд Сирії та союзники | Сирійська опозиція та союзники | Сирійські демократичні сили · | Ісламська держава Іраку та Леванту |
| --- | --- | --- | ---------------------------------- |
| Уряд Сирії - Збройні сили Сирії - ВПС Сирії - Сирійський арабський військово-морський флот - Національні сили оборони - Місцеві сили оборони - Військова розвідка Сирії - Управління розвідки ВПС Сили поліції - Міністерство внутрішніх справ Сирії - Управління політичної безпеки - Головне управління безпеки - Сирійські сили спеціальної місії Союзники: - Ас-Сайка - Хезболла Іран - Збройні сили Ірану - Корпус вартових Ісламської революції - Сили «Кудс» Росія - Збройні сили Росії - Повітряні сили - Військово-морський флот - Генштаб - ГРУ - Спеціальне оперативне командування - Сили спеціальних операцій - Сухопутні війська - Військова поліція - Повітрянодесантні війська - 31-ша окрема десантно-штурмова бригада - ПВК Вагнера - 5 штурмових підрозділів Підтримка озброєння: - Росія - Іран | Сирійська опозиція - Сирійська національна армія Сили поліції - Вільна поліція Союзники: - Сірі вовки - Брати мусульмани - Хамас (2012–13; з 2017) - Армія Ісламу Туреччина - Збройні сили - Генеральне командування жандармерії - Повітряні сили Туреччини - Військово-морські сили Туреччини - Генштаб - Головне управління безпеки - Організація національної розвідки (MIT) США (проти ІДІЛ, 2014–2017, 2017–2018) - Повітряні сили - Військово-морські сили Україна (проти російських військ, березень 2024; не підтверджено самою Україною) - Головне управління розвідки Міністерства оборони України - Спецпідрозділ «Хімік» Підтримка озброєння: - Катар - Туреччина - Саудівська Аравія (2012–17) - Франція (2011–18) - Нідерланди (2014–18) - Норвегія (2016–18) - США (2011–17) - Велика Британія (2011–18) Салафітські джихадисти - Аль-Каїда - Хайат Тахрір аш-Шам - Альянс підтримки ісламу - Кавказькі солдати - Джамат Ансар аль-Хак - Катіб Абд ар-Рахман - Джунуд аль-Махді - Кавказький Емірат | Сирійські демократичні сили - Загони народної оборони (YPG) - Загони жіночої оборони (YPJ) - Сили аль-Санадід - Сирійська військова рада (MFS) - Революційна бригада Ракки - Буркан аль-Фурат - Джейш ат-Тувар (JAT) Союзники: - Робітнича партія Курдистану - Сили народної оборони - Вільні жіночі загони - Міжнародний батальйон свободи Іракський Курдистан - Пешмерга - Демократична партія Курдистану(2014–2015) - Патріотичний союз Курдистану (з 2016) Підтримка озброєння: - Іракський Курдистан - Демократична партія Курдистану (2012–2014) - Патріотичний союз Курдистану - США - Франція Спільна об'єднана оперативна група (проти ІДІЛ) - США - Велика Британія - Франція - Нідерланди - Німеччина | Ісламська держава Іраку та Леванту |

### Події в Лівані
Наведено сторони подій конфлікту, які поширились на територію Лівану (з початку війни у 2011 році і дотепер).
| Союзники уряду Сирії                                                                                                  | Вільна сирійська армія та союзники                                                                    | Ліван                       | Ісламська держава Іраку та Леванту |
| --- | --- | --------------------------- | ---------------------------------- |
| Арабська демократична партія Сирійська соціальна націоналістична партія · Хізбалла · Народна насерістична організація | Моджахеди - Фронт аль-Нусра - Фатх аль-Іслам - Джунд аль-Шам Рух майбутнього · Вільна сирійська армія | Ліван - Збройні сили Лівану | Ісламська держава Іраку та Леванту |

### Події за участю Туреччини
Зіткнення з Туреччиною (2011 — 2015 роки).
| Уряд Сирії                 | Туреччина                          |
| -------------------------- | ---------------------------------- |
| Сирія - Збройні сили Сирії | Туреччина - Збройні сили Туреччини |

### Події за участю Ізраїлю
Події на територіях, окупованих Ізраїлем, а також авіаудари, нанесені Ізраїлем.
| Уряд Сирії та союзники              | Вільна сирійська армія та союзники                   | Ізраїль                         |
| ----------------------------------- | ---------------------------------------------------- | ------------------------------- |
| Сирія - Збройні сили Сирії Хізбалла | Вільна сирійська армія · Моджахеди - Фронт аль-Нусра | Ізраїль - Армія оборони Ізраїлю |

### Події за участю Йорданії
Зіткнення на сирійсько-йорданському кордоні у жовтні 2012 року.
| Йорданія                         | Союзники Вільної сирійської армії |
| -------------------------------- | --------------------------------- |
| Йорданія - Збройні сили Йорданії | Моджахеди                         |

### Події за участю Іраку
| Уряд Сирії та союзники                          | Ісламська держава Іраку та Леванту | Союзники Вільної сирійської армії                |
| ----------------------------------------------- | ---------------------------------- | ------------------------------------------------ |
| Сирія - Збройні сили Сирії - Збройні сили Іраку | Ісламська держава Іраку та Леванту | Моджахеди - Фронт аль-Нусра - Вільна армія Іраку |